# Narciso Yepes
Narciso Yepes (1927-1997) là nghệ sĩ guitar người Tây Ban Nha. Ông là người sở hữu guitar 10 dây và kỹ thuật biểu diễn tuyệt hảo. Yepes đã tổ chức buổi hòa nhạc đầu tiên khi 20 tuổi và trở thành một nghệ sĩ danh tiếng.